# گارگین خاچاتریان

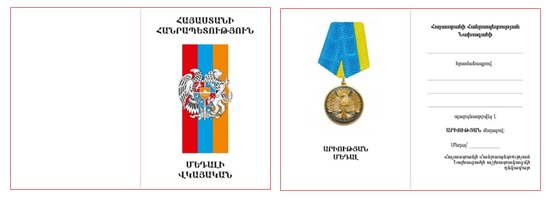

گارگین رافیکی خاچاتریان (ارمنی: Գարեգին Ռաֆիկի Խաչատրյան; انگلیسی: Garegin Khachatryan زاده ۱۷ سپتامبر ۱۹۷۵ - درگذشته ۲ سپتامبر ۱۹۹۵) یک مجسمه‌ساز، هنرمند و مبارز آزادی‌خواهی اهل ارمنستان بود. وی از سال ۱۹۸۸ سرباز لژیون آزادیبخش ملی ارمنستان بود. وی یک داوطلب در نیروهای تدافعی بود و تمرینات خوبی به عنوان یک چترباز و نیروی ویژه در نیروهای داوطلب دیده بود. «مدال شجاعت» جمهوری ارمنستان به وی اعطا شد.

## زندگی‌نامه
وی فرزند رافیک خاچاتریان بود.